# رايتشيل بانو
راشيل ياسمين بانو (بالإنجليزية: Raechelle Banno)‏ (ولدت في 28 أبريل 1993) ممثلة وراقصة وكاتبة أسترالية, بدأت في عرض الأزياء عندما كانت في التاسعة من عمرها، بعد ظهورها في العديد من الإعلانات التلفزيونية، ظهرت ضيفًا في دراما الأطفال في أحلامك وقام ببطولته في العديد من الأفلام القصيرة. من عام 2015 حتى عام 2018 ، لعبت دور أوليفيا فريزر ريتشاردز في أوبرا الصابون الأسترالية ذهابا وإيابا.

## روابط خارجية
- رايتشيل بانو على موقع IMDb (الإنجليزية)
- رايتشيل بانو على موقع قاعدة بيانات الفيلم (الإنجليزية)